# Seymouria

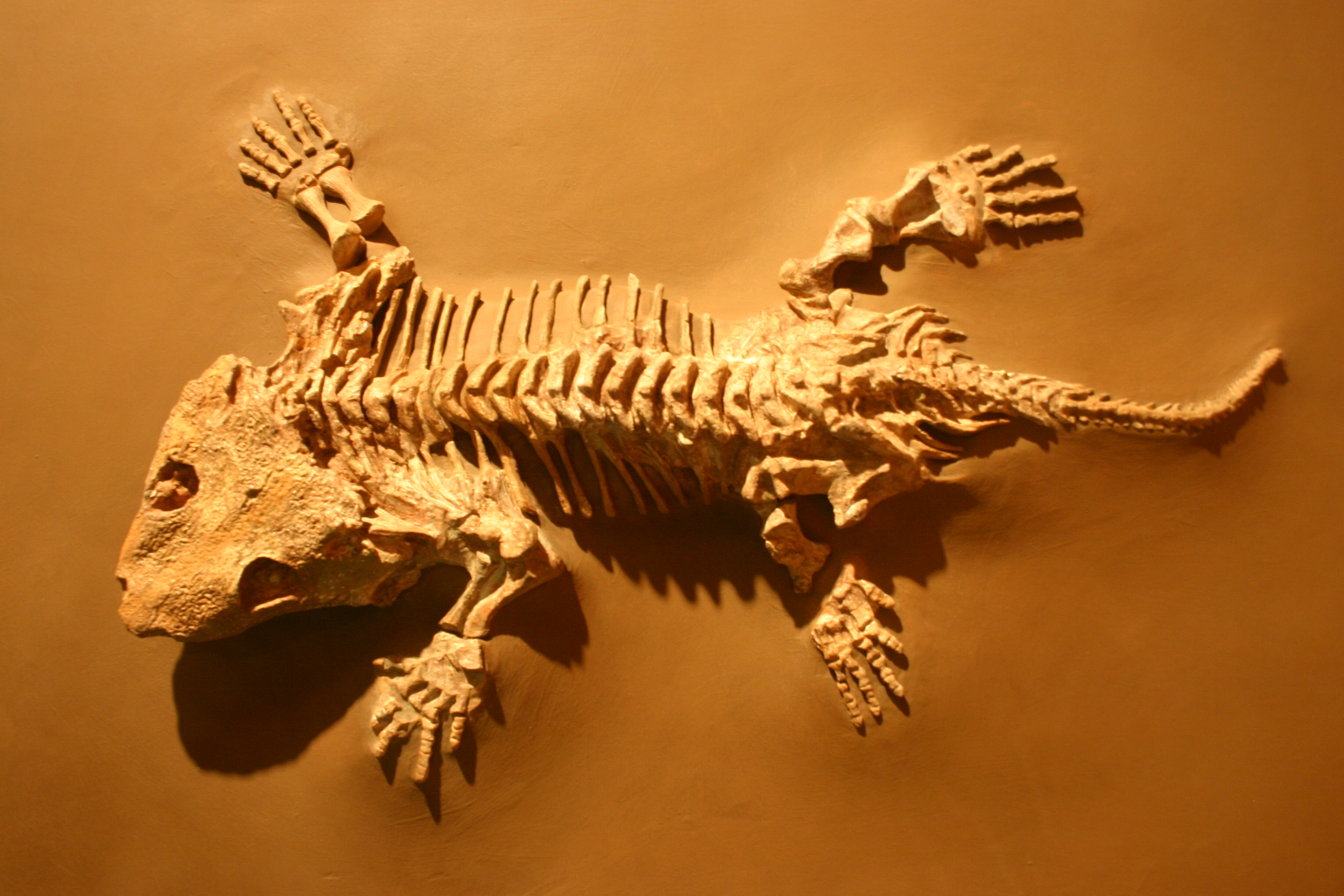
Seymouria (Skelett) im National Museum of Natural History

Seymouria war ein Landwirbeltier, das zu den sogenannten reptiliomorphen Amphibien gezählt wird. Fossilien der Tiere wurden im mittleren Südwesten der Vereinigten Staaten und im Bromacker in Tambach-Dietharz im Thüringer Wald gefunden. Die Gattung wurde nach Seymour in Texas benannt, wo Seymouria zuerst gefunden wurde. Einige Skelette sind dreidimensional erhalten, dadurch ist Seymouria die am besten untersuchte Gattung der Seymouriamorpha. Alle Fossilien stammen von ausgewachsenen Tieren, Überreste der Larven sind nicht bekannt. Seymouria lebte in den Halbwüsten des Unterperms und war wahrscheinlich relativ häufig. 

## Merkmale
Seymouria erreichte bis zu sechzig Zentimeter Länge und konnte durch seine relativ langen, kräftigen Gliedmaßen den Körper höher über den Boden erheben als primitivere Landwirbeltiere. Die Beine waren gut verknöchert, während das distale Beinende der meisten anderen Seymouriamorphen noch verknorpelt war. Oberschenkelknochen und Oberarmknochen waren robust. Seymouria besaß fünf Zehen an jedem Fuß. Die Vorderbeine waren kürzer als die Hinterbeine. Ihr proximales und distales Ende waren stark erweitert, um der Muskulatur große Ansatzflächen zu bieten. Die breiten Wirbelbögen waren fest mit den Wirbelzentren verschmolzen. Knochennähte sind nicht sichtbar. Schuppen wurden nicht gefunden. Ob Seymouria beschuppt war, ist deshalb nicht bekannt.
Der gut untersuchte Schädel hatte am Hinterkopf ein kleines Temporalfenster, das Blutgefäßen und Nerven Platz bot. Die beiden Flügelbeine waren nicht getrennt und bildeten einen geschlossenen Gaumen. Das Mittelohr verfügte wahrscheinlich über ein Trommelfell, ein gut erhaltener Steigbügel übertrug die Geräusche zum Innenohr. Einkerbungen im anteroventralen und posteroventralen Rand der Augenhöhle wurden bei anderen Seymouriamorphen nicht gefunden und können eine Autapomorphie von Seymouria sein.

## Arten
Es wurden drei Arten beschrieben:
- Seymouria baylorensis ist die Typusart der Gattung. Alle Fossilien der Art wurden in Texas gefunden.
- Seymouria sanjuanensis ist aus Utah, New Mexico und Deutschland (Bromacker) bekannt.
- Seymouria grandis ist durch fragmentarische Überreste aus Oklahoma und Texas bekannt.

## Systematik
Die Gruppe der Seymouriamorpha gehört zu den Mosaikformen und vereinigt Merkmale von Amphibien und Reptilien. Sie ist aber näher mit den heutigen Reptilien verwandt als mit den Lissamphibia, den heutigen Amphibien. 